# Rudolf Ksieniewicz
Rudolf Stanisław Ksieniewicz (ur. 28 grudnia 1897?/9 stycznia 1898 w Kiertelu, zm. 1940 w Kijowie) – podpułkownik piechoty Wojska Polskiego, działacz niepodległościowy, kawaler Orderu Virtuti Militari.

## Życiorys
Urodził się 9 stycznia 1898 we wsi Kiertel na wyspie Hiuma, należącej do ówczesnej guberni estońskiej, w rodzinie Józefa i Anny z domu Rehesaar. Rodzina ojca należała do szlachty zamieszkałej na terytorium guberni mińskiej. W 1905 przeniósł się z rodzicami i czworgiem rodzeństwa (dwie siostry i dwóch braci) do Haapsalu, gdzie uczęszczał do szkoły miejskiej. Na początku 1908 przeniósł się z rodziną do Ufy, gdzie skończył szkołę miejską z prawem sześcioklasowego gimnazjum przy Instytucie Nauczycielskim.
W maju 1915 jako ochotnik wstąpił do armii rosyjskiej i został wcielony do 144 zapasowego batalionu piechoty. 1 lipca?/14 lipca 1915 został podoficerem. 20 lipca tego roku został skierowany do 1 Szkoły Praporszczyków w Peterhofie. 15 listopada?/28 listopada 1915 został mianowany chorążym, a 6 grudnia 1915 wysłany na front, gdzie został wcielony do 6. kompanii 50 syberyjskiego pułku strzelców na stanowisko młodszego oficera. 3 lipca 1916 nad rzeką Ķekaviņa koło Rygi został kontuzjowany. W listopadzie wrócił do pułku, z którym walczył w Małopolsce Wschodniej jako dowódca 1. kompanii.
20 stycznia 1917 został przeniesiony do 3 pułku strzelców polskich w Połtawie na stanowisko młodszego oficera 5. kompanii. W szeregach tego oddziału od kwietnia walczył na froncie, a jesienią 1917 wyjechał pod Mohylew, gdzie organizował się I Korpus Polski w Rosji. Tam awansował na podporucznika. 4 stycznia 1918 wyjechał na urlop do Ufy. Rozwój rewolucji w tym rejonie uniemożliwił mu powrót do korpusu, wobec czego wstąpił do Organizacji Kontrrewolucyjnej Oficerów. 3 lipca 1918, po zmianie sytuacji politycznej, rozpoczął organizację oddziału złożonego z Polaków. Przez kilka miesięcy prowadził walki partyzanckie z bolszewikami, a następnie dołączył do 5 Dywizji Syberyjskiej. Został dowódcą 1. kompanii 1 pułku strzelców polskich im. Tadeusza Kościuszki. Na początku sierpnia wyjechał ze swoją kompanią na front w rejonie Jekaterynburga. Walki z bolszewikami prowadził samodzielnie do lutego 1919, kiedy to dołączył do macierzystego pułku. Za waleczność został awansowany na porucznika i kapitana. W grudniu 1919 walczył ze swoją kompanią jako straż tylna dywizji, w tym w boju pod miastem Tajga. 10 stycznia 1920 dostał się do niewoli bolszewickiej. 28 kwietnia 1922 major Franciszek Dindorf-Ankowicz we wniosku o odznaczenie Orderem Virtuti Militari napisał: „jako jeden z pierwszych organizatorów Wojska Polskiego na Syberii kapitan Ksieniewicz Rudolf jako dowódca 1-wszej kompanii 1-go pułku strzelców polskich już w lipcu 1918 wyrusza z kompanią na front permski. Pozostawiony sam sobie, bez żadnej łączności z resztą Wojska Polskiego, kapitan Ksieniewicz w przeciągu pół roku stacza cały szereg walk z bolszewikami, zyskując sławę i poważania wśród obcych dla dzielnego żołnierza polskiego. W marcu 1919 powraca z kompanią do pułku, przyprowadza żołnierza bitnego, pełnego poświęceń, silnego moralnie, zbudowanego przykładem dowódcy”. Wniosek podpisali dowódca 5 Dywizji Syberyjskiej płk Walerian Czuma, pułkownik Kazimierz Rumsza oraz generał broni Józef Haller.
3 października 1921 przyjechał do Polski i po rehabilitacji został przydzielony do 78 pułku piechoty na stanowisko dowódcy 8. kompanii. 10 lutego 1922 został zdemobilizowany i przydzielony w rezerwie do 78 pp. Po zwolnieniu z wojska wstąpił do Policji Państwowej w stopniu starszego przodownika. 9 października 1922 jako oficer rezerwy został powołany do służby czynnej w 82 pułku piechoty w Brześciu na stanowisko dowódcy 3. kompanii karabinów maszynowych, a 22 grudnia tego roku przeniesiony do 83 pułku piechoty w Kobryniu na stanowisko dowódcy 5. kompanii. 16 listopada 1923 został przemianowany z dniem 1 listopada 1923 na oficera zawodowego w stopniu kapitana ze starszeństwem z 1 czerwca 1919 i 1594,5 lokatą w korpusie oficerów piechoty. 2 września 1925 został przeniesiony do 68 pułku piechoty we Wrześni na stanowisko oficera administracji materiałowej. Później został przesunięty na stanowisko dowódcy 5. kompanii. 2 kwietnia 1929 prezydent RP nadał mu z dniem 1 stycznia 1929 stopień majora  w korpusie oficerów piechoty i 41. lokatą. W lipcu tego roku został zatwierdzony na stanowisku kwatermistrza, a w październiku 1931 przesunięty na stanowisko dowódcy I batalionu. W kwietniu 1936 zastąpił majora dyplomowanego Mirosława Józefa Kalinkę na stanowisku dowódcy garnizonu i dowódcy II batalionu 68 pp, który był detaszowany w Jarocinie. Na podpułkownika został awansowany ze starszeństwem z 19 marca 1937 i 39. lokatą w korpusie oficerów piechoty. Od 11 kwietnia 1938 był I zastępcą dowódcy 45 pułku piechoty w Równem.
W czasie kampanii wrześniowej pełnił służbę na stanowisku komendanta garnizonu Równe. 17 września 1939 wyjechał z Równego, a dwa dni później dostał się w bliżej nieznanych okolicznościach do niewoli radzieckiej. Początkowo uwięziony w obozie przejściowym w Równem. 28 marca 1940 został przewieziony do więzienia przy ulicy Karolenkiwskiej 17 w Kijowie (więzieni w Równem i wywiezieni tego samego dnia do Kijowa byli także inni polscy oficerowie: Franciszek Górecki i Karol Jeżowski). Tam, wiosną 1940, został zamordowany przez NKWD. Jego nazwisko znalazło się na tzw. Ukraińskiej Liście Katyńskiej opublikowanej w 1994 (został wymieniony na liście wywózkowej 41/3-221 oznaczony numerem 1561). Ofiary tej części zbrodni katyńskiej zostały pochowane na otwartym w 2012 Polskim Cmentarzu Wojennym w Kijowie-Bykowni.

## Życie prywatne
28 grudnia 1918 ożenił się z panną M. Smirnową, z którą miał dwie córki: Izabelę Janinę (ur. 9  września 1923) i Olgę Marię Annę (ur. 28 grudnia 1930). Pani Ksieniewiczowa był przewodniczącą Koła „Rodziny Wojskowej” w Jarocinie.

## Ordery i odznaczenia

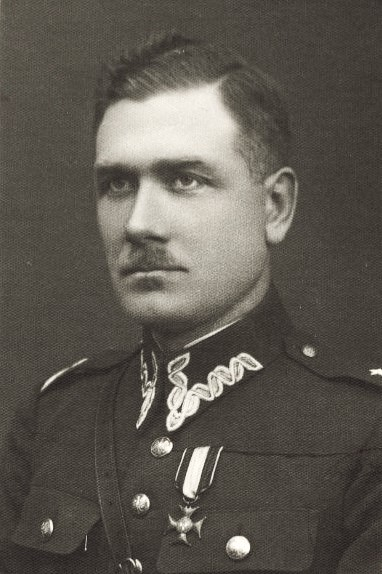
Major Rudolf Stanisław Ksieniewicz przed 14 marca 1934

- Krzyż Srebrny Orderu Wojskowego Virtuti Militari nr 7702 – 22 czerwca 1922[34][35]
- Krzyż Niepodległości – 2 sierpnia 1931 „za pracę w dziele odzyskania niepodległości”[36][37]
- Krzyż Walecznych – 28 marca 1923 „za czyny orężne w bojach b. 5-ej Dywizji Wojsk Polskich na Syberii”[38][39]
- Złoty Krzyż Zasługi – 10 listopada 1938 „za zasługi w służbie wojskowej”[40][41]
- Medal Pamiątkowy za Wojnę 1918–1921[39]
- Medal Dziesięciolecia Odzyskanej Niepodległości[39]
- Brązowy Medal za Długoletnią Służbę – 10 maja 1938[42]
- Medal Pamiątkowy Wielkiej Wojny – 19 marca 1931[43][39]
- Medal Zwycięstwa – 14 maja 1925[44][39]
- Order Świętego Stanisława 3 stopnia z mieczami i kokardą[42]
- Order Świętej Anny 4 stopnia z napisem „Za odwagę”[42]